# Wakala
Wakala is een stalen familie-achtbaan in het Belgische pretpark Bellewaerde te Ieper, van het type Family Coaster van de Duitse fabrikant Gerstlauer.
De attractie heeft twee liftheuvels waarvan één met versnelling. Op het einde van de rit rijdt de trein tegen een doodlopend stuk baan omhoog boven de vijver om daarna terug te rollen. Onderweg kruist de attractie het parcours van de in 2017 geopende duellerende rodelachtbaan Dawson Duel.

## Geschiedenis
De eerste plannen voor de nieuwe attractie kwamen naar buiten in februari 2019, toen een ingediende bouwaanvraag werd opgemerkt. De attractie is gelegen in het Canadese themagebied, en ligt deels gelegen op het voormalige apeneiland, dat hiervoor na het zomerseizoen van 2019 werd vrijgemaakt. De werktitel van het project luidde Canadacoaster. De achtbaan kruist ook meerdere keren de wandelpaden van het park.
Tijdens de Halloweenperiode was men al klaar met het vrijmaken van de bouwplaats voor de baan en het station. Hiervoor moesten een aantal bomen gerooid worden. Bij het indienen van de oorspronkelijke bouwaanvraag kwam hier nog protest tegen, waarna het park eind februari besliste de aanvraag zelf weer in te trekken. Er werd later, eenmaal er duidelijkheid was op alle nodige punten, een nieuwe aanvraag ingediend, die in september 2019 werd goedgekeurd. Hierna werd meteen met de voorbereidingen begonnen.
De achtbaan zelf werd vervolgens in alle stilte opgebouwd tijdens de winterstop. Op dinsdag 28 januari 2020 werd in een persconferentie de naam en het thema van de attractie onthuld. Op dit persmoment werd ook duidelijk dat het grootste deel van de attractie reeds was opgebouwd.
Wakala werd uiteindelijk pas op 1 juli geopend wegens het coronavirus.
Afbeeldingen